# Doña Macabra (telenovela)
Doña Macabra es una telenovela mexicana de 1963 producida por Ernesto Alonso y escrita por Hugo Argüelles especialmente para Amparo Rivelles y Ofelia Guilmáin.

## Sinopsis
Esta telenovela, primera que se grabó de humor negro, contaba la historia de dos ancianas, dos brujas malditas, Armida ("Doña Macabra) y Demetria, asediadas por unos ambiciosos parientes, unos buitres, que piensan que ellas guardan un tesoro en su casa.

## Elenco
- Amparo Rivelles - "Armida" ("Doña Macabra")
- Ofelia Guilmáin - Demetria
- Carmen Montejo - Lucila
- Narciso Busquets - Othón
- Enrique Rambal - Mario
- María Rubio
- Héctor Gómez
- Julissa
- Alicia Montoya
- Sergio Bustamante
- Guillermo Herrera
- Jacqueline Andere

## Versión cinematográfica
- Doña Macabra de Hugo Argüelles fue llevada al cine en 1971 bajo la dirección de Roberto Gavaldón con Marga López como Macabra, Carmen Montejo como Demetria, Héctor Suárez como Othón y Carmen Salinas como Lucila.